# Emanuel Günther
Emanuel Günther (* 13. November 1954 in Worms) ist ein ehemaliger deutscher Fußballspieler. Sowohl in der 1. als auch in der 2. Bundesliga ist der Stürmer im Herbst 2024 noch immer der erfolgreichste Torschütze des Karlsruher SC in beiden Spielklassen.

## Sportliche Laufbahn
Der Rheinhesse begann seine Karriere im Herrenbereich bei Wormatia Worms in der Regionalliga Südwest. 1974 spielte der Verein in der neugegründeten 2. Bundesliga. Erst nach dem Abstieg in die 1. Amateurliga Südwest 1975 wurde Günther Stammspieler bei der Wormatia. 1975/76 erzielte er in 32 Spielen 21 Tore, Worms wurde souverän Meister, konnte sich aber in der Aufstiegsrunde nicht durchsetzen. 1976/77 wurde Günther Torschützenkönig der Amateurliga Südwest (32 Tore in 31 Spielen). Wormatia Worms wurde erneut Meister und stieg diesmal in die 2. Bundesliga auf.
Für den Zweitligisten Karlsruher SC und dessen Trainer Bernd Hoss, mit dem er gemeinsam aus Worms kam, lief Günther ab Sommer 1977 im Wildpark auf. Gleich in seiner ersten Saison dort avancierte er zum Stammspieler und Torjäger der Karlsruher und wurde mit 27 Toren in 38 Spielen Torschützenkönig. Zur folgenden Saison „musste“ er zum Bundesligisten Fortuna Düsseldorf wechseln: Der KSC stand unter finanziellem Druck und erhielt die Lizenz nur durch den Erlös (700.000 DM) aus dem Verkauf von Günther. Er traf für die Fortuna zwar gleich in seinem ersten Spiel, wurde aber nach einer verletzungsbedingten Pause von Thomas Allofs verdrängt. Nach seiner Genesung konnte er sich gegen diesen und gegen dessen Bruder Klaus nicht mehr durchsetzen, so dass er nach einem Jahr zum KSC zurückkehrte.
Dort erlebte er acht wechselhafte Jahre mit drei Auf- und zwei Abstiegen. In beiden Spielklassen Liga war Günther ein zuverlässiger Torjäger und wurde darüber hinaus dreimal (1978, 1980 und 1984) Zweitligatorschützenkönig. Seine 37 Bundesligatore markieren bis heute den Oberhausrekord der Badener. Unter Trainer Lothar Buchmann wurde der zweikampfstarke Günther ab 1985/86 überwiegend in der Defensive eingesetzt.
Insgesamt stand Günther in 186 Zweitligabegegnungen für den KSC auf dem Platz und erzielte dabei 98 Tore. In der Bundesliga kam er für die Karlsruher und die Düsseldorfer Fortuna auf insgesamt 139 Spiele und 41 Tore.
Günther foulte 1981 in einem Meisterschaftsspiel den Braunschweiger Hasse Borg so schwer, dass dieser mit einem komplizierten Beinbruch in ein Krankenhaus eingeliefert werden musste. Als Folge geriet der Karlsruher – ähnlich wie im selben Jahr Norbert Siegmann nach seinem Tritt gegen Ewald Lienen – wochenlang in die Negativschlagzeilen der (Boulevard-)Presse.
Nachdem er mit dem KSC 1986/87 zum dritten Mal aufgestiegen war, Günther in der Aufstiegssaison zum neuen Trainer Winfried Schäfer aber kein gutes Verhältnis hatte, verzichtete der mittlerweile 32-Jährige auf eine weitere Bundesligasaison. Er wechselte ins Amateurlager zum Oberligisten 1. FC Pforzheim, wo er seine aktive Laufbahn ausklingen ließ.

## Weiterer Werdegang
Nach seiner sportlichen Laufbahn blieb er in Pforzheim und arbeitete in der Sportbekleidungsbranche.